# Quận Calhoun, Mississippi
Quận Calhoun là một quận thuộc tiểu bang Mississippi, Hoa Kỳ.
Theo điều tra dân số của Cục điều tra dân số Hoa Kỳ năm 2000, quận có dân số 15.069 người. Quận lỵ đóng ở Pittsboro.6

## Địa lý
Theo Cục điều tra dân số Hoa Kỳ, quận có diện tích 588 dặm vuông Anh (1.522,9 km2), trong đó có 1 dặm vuông Anh (2,6 km2) là diện tích mặt nước.

### Quận giáp ranh
- Quận Lafayette (bắc)
- Quận Pontotoc (đông bắc)
- Quận Chickasaw (đông)
- Quận Webster (nam)
- Quận Grenada (tây nam)
- Quận Yalobusha (tây)

## Thông tin nhân khẩu
Theo điều tra dân số 2 năm 2000, quân đã có dân số 15.069 người, 6.019 hộ gia đình, và 4.255 gia đình sống trong quận hạt. Mật độ dân số là 26 người trên một dặm vuông (10/km ²). Có 6.902 đơn vị nhà ở mật độ trung bình là 12 trên một dặm vuông (5/km ²). Cơ cấu chủng tộc của quận đã được 69,41% người da trắng, 28,65% da đen hay Mỹ gốc Phi, 0,13% người Mỹ bản xứ, 0,06% châu Á, Thái Bình Dương 0,03%, 1,11% từ các chủng tộc khác, và 0,59% từ hai hoặc nhiều chủng tộc. 2,11% dân số là người Hispanic hay Latino thuộc một chủng tộc nào.
Có 6.019 hộ, trong đó 31,60% có trẻ em dưới 18 tuổi sống chung với họ, 51,00% là đôi vợ chồng sống với nhau, 15,40% có nữ hộ và không có chồng, và 29,30% là các gia đình không. 27,10% hộ gia đình đã được tạo ra từ các cá nhân và 13,90% có người sống một mình 65 tuổi hoặc lớn tuổi hơn là người. Cỡ hộ trung bình là 2,46 và cỡ gia đình trung bình là 2,97.
Trong quận, độ tuổi dân cư được trải ra với 25,20% dưới độ tuổi 18, 8,40% 18-24, 27,00% 25-44, 22,70% từ 45 đến 64, và 16,70% từ 65 tuổi trở lên người. Độ tuổi trung bình là 37 năm. Đối với mỗi 100 nữ có 90,70 nam giới. Đối với mỗi 100 nữ 18 tuổi trở lên, đã có 87,00 nam giới.
Thu nhập trung bình cho một hộ gia đình trong quận đã được $ 27.113, và thu nhập trung bình cho một gia đình là $ 34.407. Phái nam có thu nhập trung bình $ 26.458 so với 19.491 $ đối với phái nữ. Thu nhập bình quân đầu người là 15.106 $. Có 14,90% gia đình và 18,10% dân số sống dưới mức nghèo khổ, bao gồm 24,20% những người dưới 18 tuổi và 21,80% của những người 65 tuổi hoặc